# Türbe Mehmeda II Gireja
Türbe Mehmeda II Gireja (ros. Дюрбе Мехмеда II Герая) – kamienny grobowiec (türbe) Mehmeda II Gireja i jego potomków z XVI wieku w Bakczysaraju na Krymie.

## Historia
Nie wiadomo, kto zaprojektował grobowiec, możliwe jednak, że autorem jest Sinan lub jego uczniowie. Budynek pochodzi z XVI wieku, wzniesiono go w Eski-Jurcie (dawniej oddzielnej osadzie), pochowano w nim Mehmeda II Gireja (panował w latach 1577-1584), jego syna Saadeta II Gireja (panował w 1584 roku) i wnuka Mehmeda III Gireja (panował w latach 1623-1628), dlatego nazywany jest także grobowcem trzech chanów. Wszystkich trzech zamordowano poza Krymem, a następnie przewieziono ich ciała do rodzinnego grobowca.
Z grobowca zdjęto ołowiany dach około XIX wieku. Po deportacji Tatarów krymskich w 1944 roku zniszczono wszystkie muzułmańskie obiekty sakralne w Bakczysaraju poza pięcioma obiektami, w tym grobowcem Mehmeda II Gireja. W czasach sowieckich w budynku urządzono warsztat wag. W 2004 roku przeprowadzono remont ścian.

## Architektura
Budynek postawiono na lekko pochyłym terenie. Wielokątna bryła została nakryta dużą kopułą. Ściany grobowca mają blisko 2 m grubości. Jest najbardziej okazałym zachowanym grobowcem w Bakczysaraju.

## Galeria

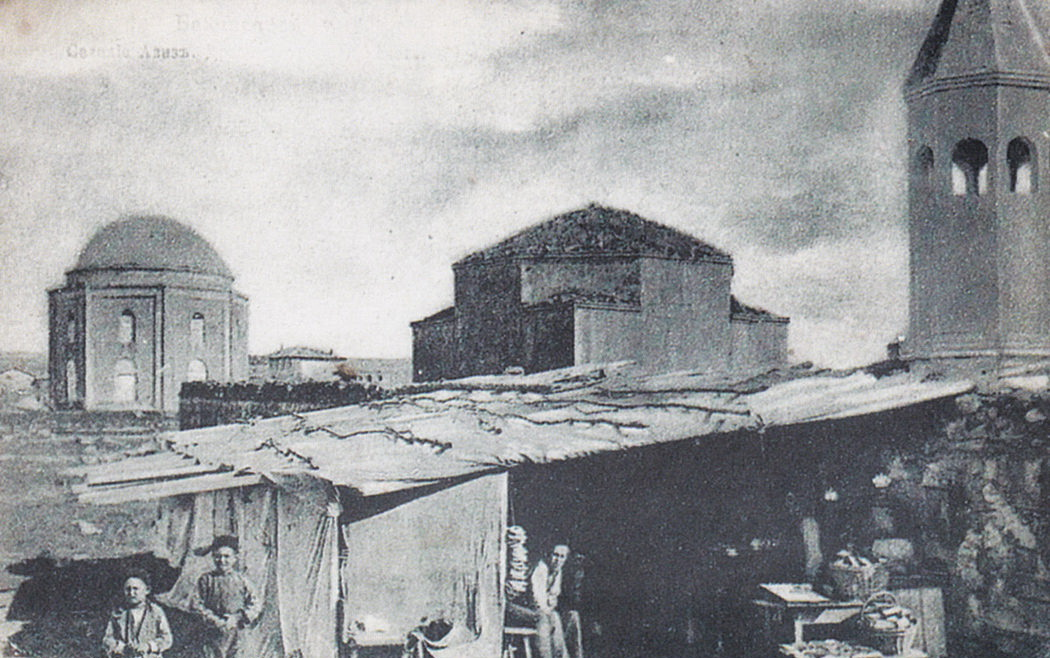
Grobowce Ahmeda-Beka i Mehmeda II (początek XX wieku)
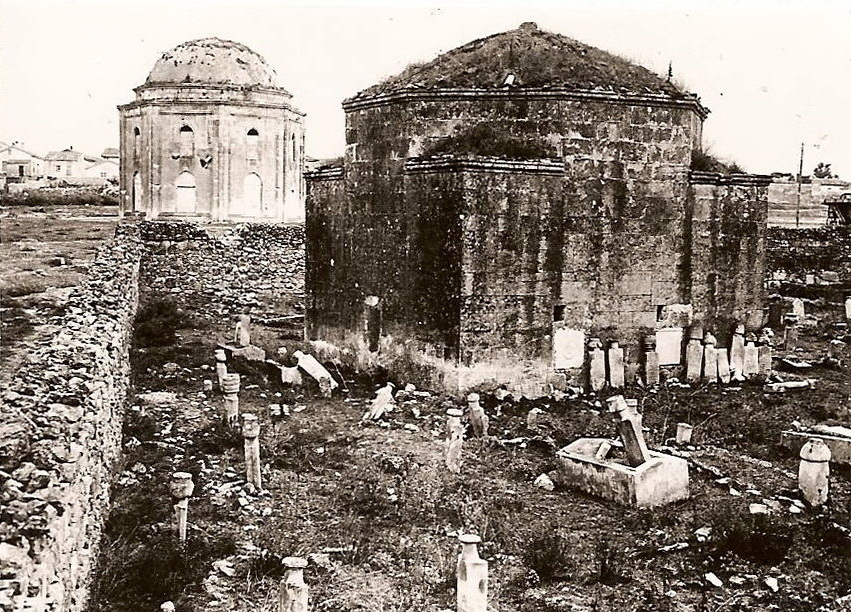
Grobowce Ahmeda-Beka i Mehmeda II (początek XX wieku)
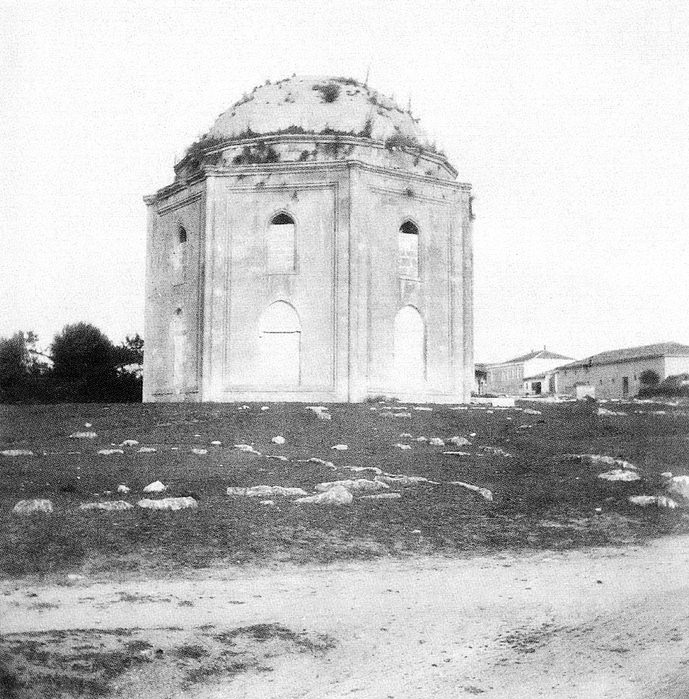
Grobowiec Mehmeda II (początek XX wieku)
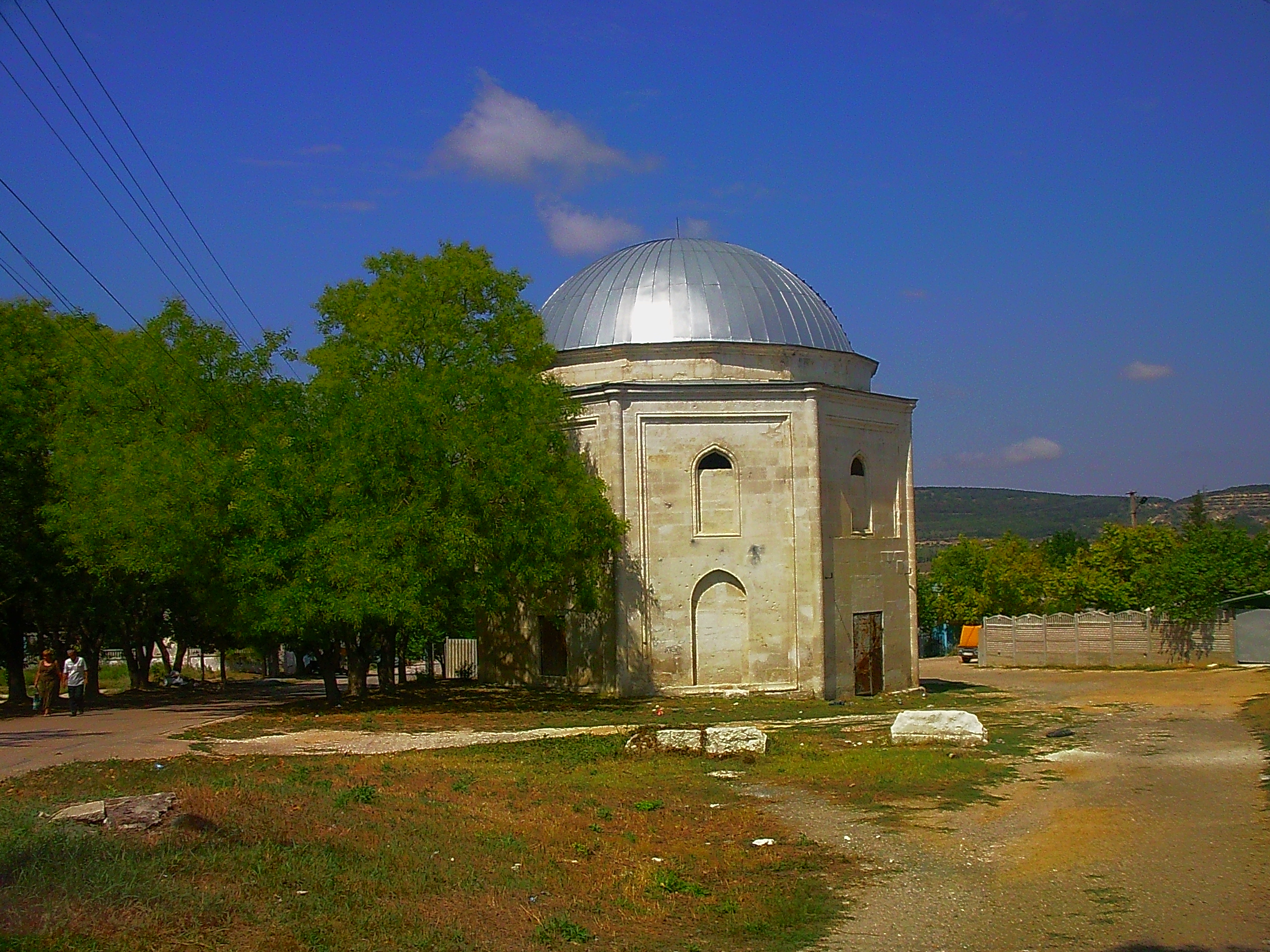
Grobowiec Mehmeda II (2012)
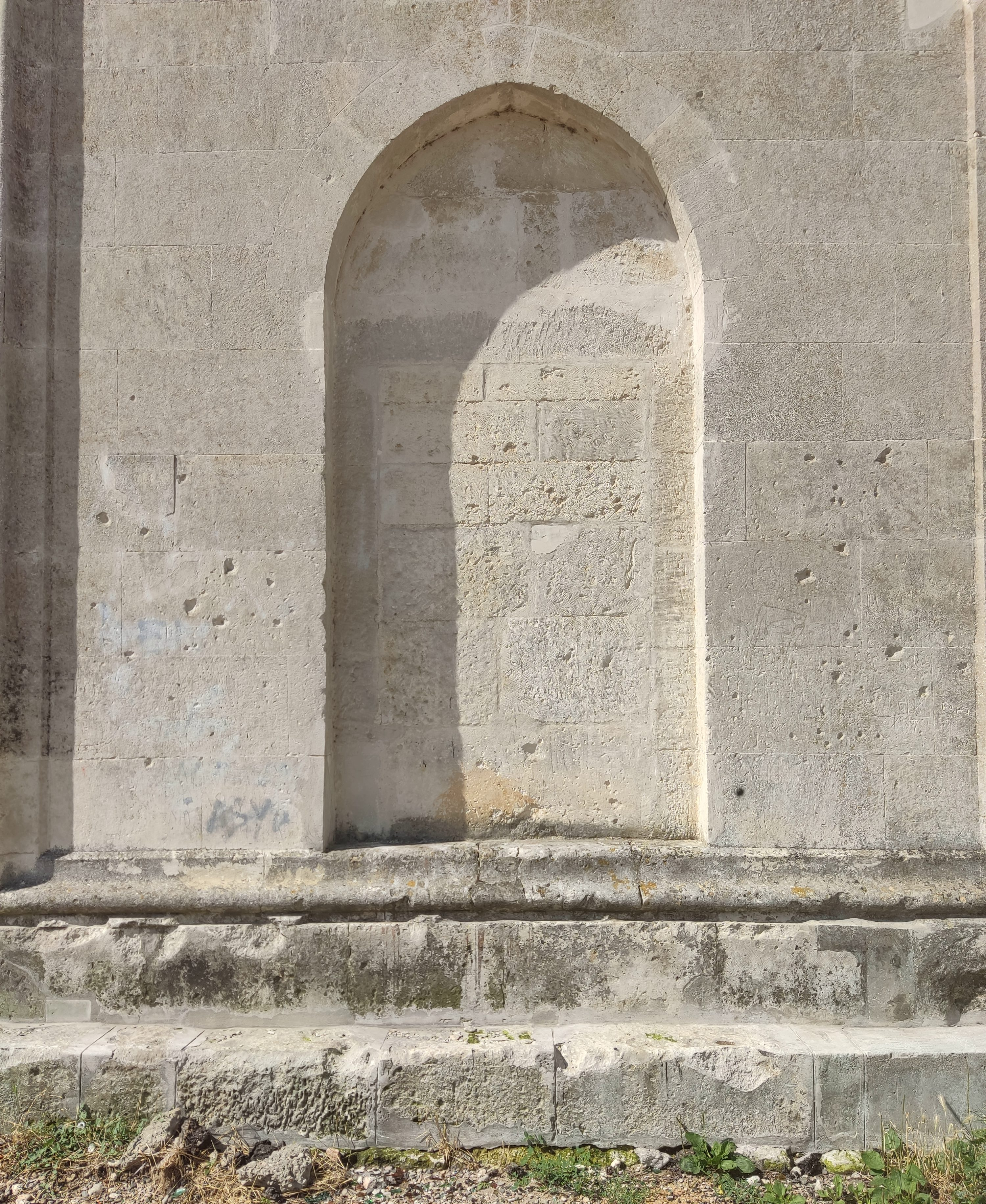
Wnęka (2022)